# Димитър Андонов (футболист)
Димитър Андонов е български футболист, полузащитник.

## Кариера
Играл е в „Берое“, „Сливен“, „Миньор“ (Раднево), „Свиленград“ и „Чавдар“ (Бяла Сларина). Преди да премине в ДЮШ на „Берое“, се е състезавал за юношите на „Раковски“ (Ивайловград).
С юношеската формация на „Берое“ печели 4-то място на държавното първенство 2004/2005 и 2-ро място в международния юношески турнир „Юлиян Манзаров“. В кариерата си има и 4 мача за юношеския национален отбор на България.
От 2020 г. е треньор в ДЮШ на ЦСКА (София).